# Zenos Cars
Zenos Cars es una empresa de automóviles ultraligeros de alto rendimiento con base en Wymondham, Norfolk, Reino Unido. la empresa diseñó, fabricó y vendió tres variantes del automóvil Zenos E10.

## Antecedentes
la empresa fue fundada en Norfolk en 2012. Los fundadores, Ansar Ali y Mark Edwards habían trabajado juntos antes en Lotus Cars y más tarde en Caterham Cars.
Edwards y Ali creían que había un hueco en el mercado para los coches ultraligeros de alto rendimiento contemporáneos, que eran accesibles para comprar y correr. Antes de la primera línea de productos de la compañía, fue diseñado el E10, los fundadores acordaron un precio que sería atractivo para los clientes potenciales. Durante la fase de desarrollo de la primera serie de modelos de Zenos se hicieron pruebas de conducción durante días con inversionistas y clientes potenciales, con el objetivo de asegurar que los conductores y pasajeros estarían cómodamente instalados y bien conectados.
Matt Windle, Director de Operaciones, se unió a la compañía en octubre de 2015, aportando su experiencia obtenida durante siete años como ingeniero principal en Tesla, además de su experiencia como Ingeniero Jefe en Caterham Technology & Innovation (CTI), además trabajó en diversos puestos en Lotus Cars, Nissan, Volvo y Daewoo. El jefe de desarrollo, Chris Weston, también jugó un papel clave en la ingeniería del automóvil y las líneas de producción.
El nombre de Zenós se dice que es una combinación de "zen", que representa la pureza, y 'os', que es vagamente el vocablo latino de 'vértebra' o "columna vertebral",  que refleja uno de los elementos arquitectónicos clave de los productos de la compañía.
El diseño y desarrollo del Zenos E10 fue gracias a la asociación con "compañeros". Los diseños exterior e interior fueron hechos por Drive, el diseño del chasis por Multimatic Technical Centre Europe (MTCE), el tren motriz por Ford and Hendy Power, el diseño del ECU por Specialist Components, los frenos y el embrague por y Alcon Components; las llantas y rines por Avon Tyres y OZ Racing; diseño y producción de componentes clave por Titan Motorsport; Amortiguadores por Bilstein y asientos deportivos Tillett. Zenos también recibió apoyo de Niche Vehicle Network y de la Asociación Local Empresarial de New Anglia a través del Growing Business Fund.
Los automóviles Zenos se venden actualmente en el Reino Unido, EE. UU., Francia, Países Bajos, Bélgica, Japón, China, Suiza e Italia. Los mercados no británicos representan el 50% de la producción Zenós.